# Wu Yaozong

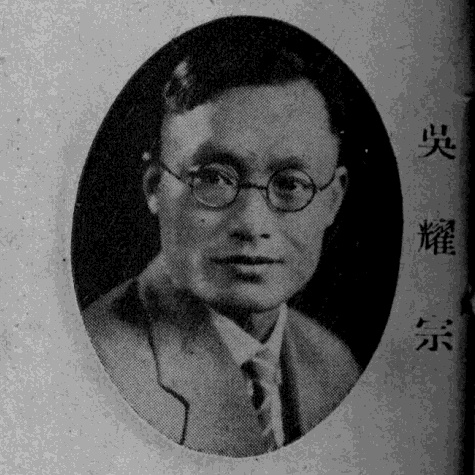
Wu Yaozong (1937)

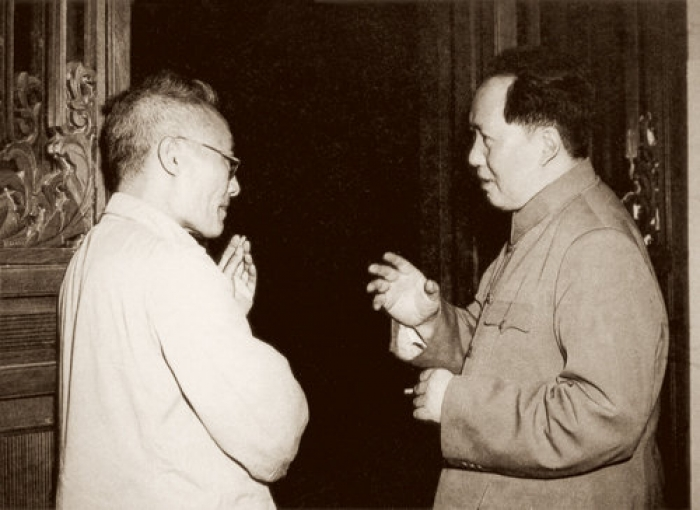
Wu Yaozong und Mao Zedong (Juni 1950)

Wu Yaozong (chinesisch 吴耀宗; geb. 4. November 1893; gest. 17. September 1979), auch Y. T. Wu, war ein protestantischer chinesischer Theologe. Er war Gründer der christlichen patriotischen Drei-Selbst-Bewegung.

## Leben
Wu Yaozong stammt aus Shunde in der Provinz Guangdong. Angaben seines in die USA emigrierten Sohnes Wu Zongsu bei Radio Free Asia zufolge wurde Wu Yaozong im Jahr 1918 in der Pekinger Kongregationalistischen Kirche getauft und schloss sich dann der Pekinger Kongregationalistischen Kirche (Beijing Congregational Church) an. Danach ging er nach Amerika und studierte Theologie. Nach seiner Rückkehr nach China arbeitete er als Verwaltungssekretär in einer Hochschulgruppe der National Association of China Christian Youth Society. Früher war er Direktor des chinesischen Zweigs der Organisation Fellowship of Reconciliation. Vor 1949 traf Wu Yaozong dreimal mit dem Führer der chinesischen Kommunisten, Zhou Enlai, zusammen, und nach 1949 traf und sprach er fünfmal mit dem Vorsitzenden der chinesischen Kommunisten, Mao Zedong.
Wu Yaozong war einer der führenden Unterzeichner des 1950 veröffentlichten Christlichen Manifestes bzw. Drei-Selbst-Manifestes, eines politischen Manifestes von Protestanten in China, womit sie die neu gegründete Volksrepublik China (VR China) und die Führung der Kommunistischen Partei Chinas unterstützen.

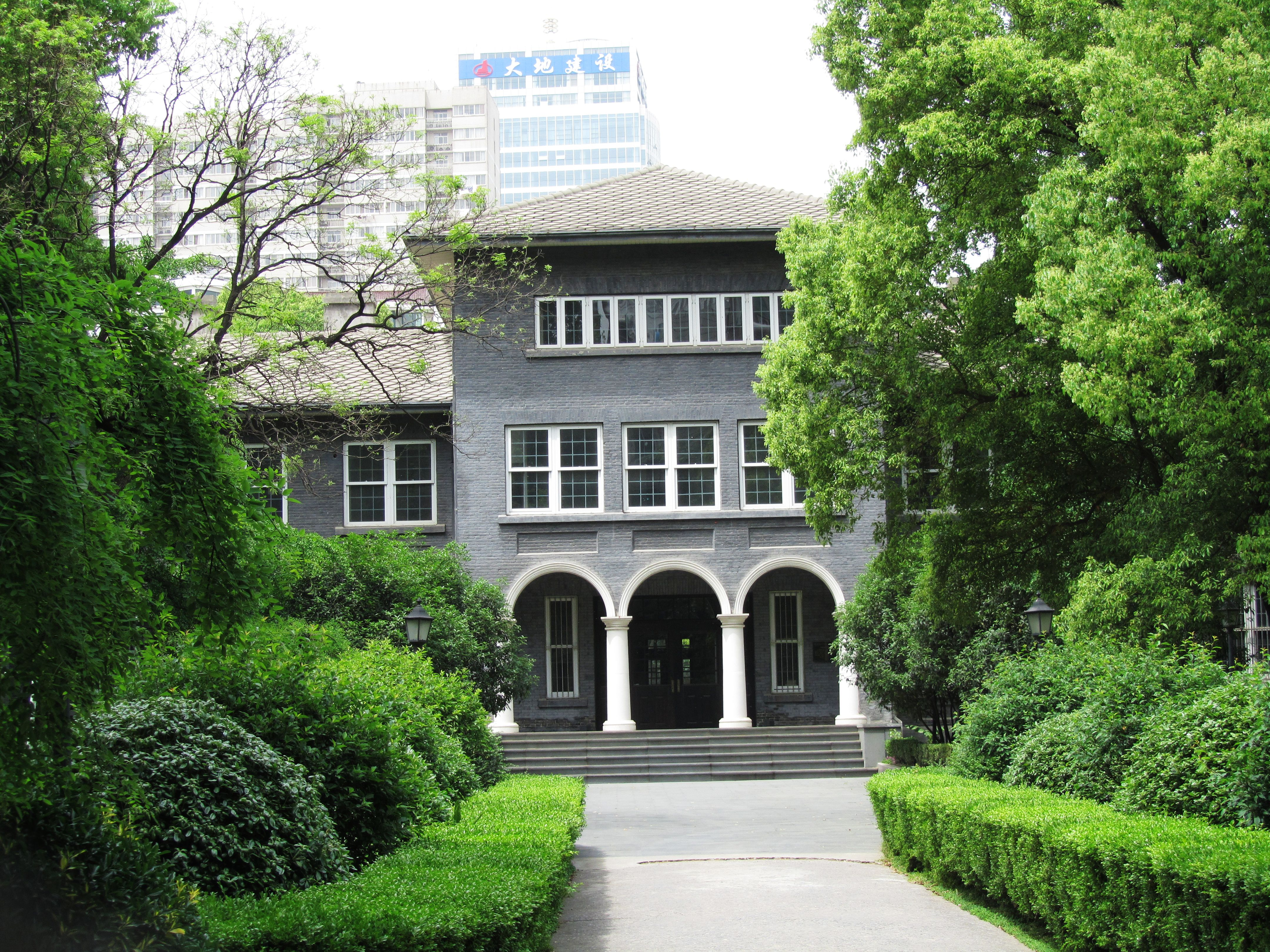
Das Theologisches Seminar in Nanjing (Jīnlíng xiéhé shénxuéyuàn), das vom Chinesischen Christenrat (CCC) geleitete zentrale theologische Seminar des protestantischen Christentums in China

Wu Yaozong war eine umstrittene Persönlichkeit, die von der Regierung der Volksrepublik China als "Vorbild an Patriotismus und Liebe zur Religion" (爱国爱教的典范) bezeichnet wurde, aber von fundamentalistischen Christen (wie Wang Mingdao) als Ungläubiger verspottet wurde, weil er Mitglied der Social-Gospel-Bewegung (Modernist) war. Diejenigen, die die Drei-Selbst-Bewegung ablehnten, denunzierten ihn als "kommunistischen Agenten in religiösem Gewand" (披上宗教外衣的共党特务) und "Verräter am Christentum" (基督教的叛徒).
Dem Sinologen Ingo Nentwig zufolge galten die chinesischen Protestanten bis dahin als „fremdbestimmt“ und in der neugegründeten Bewegung vereinigten sich „alle protestantischen Sekten“, wobei „Drei-Selbst“ „Selbstverwaltung, Selbstversorgung und Selbstverbreitung“ heißt, „womit die Unabhängigkeit von ausländischen Einflüssen betont wird.“

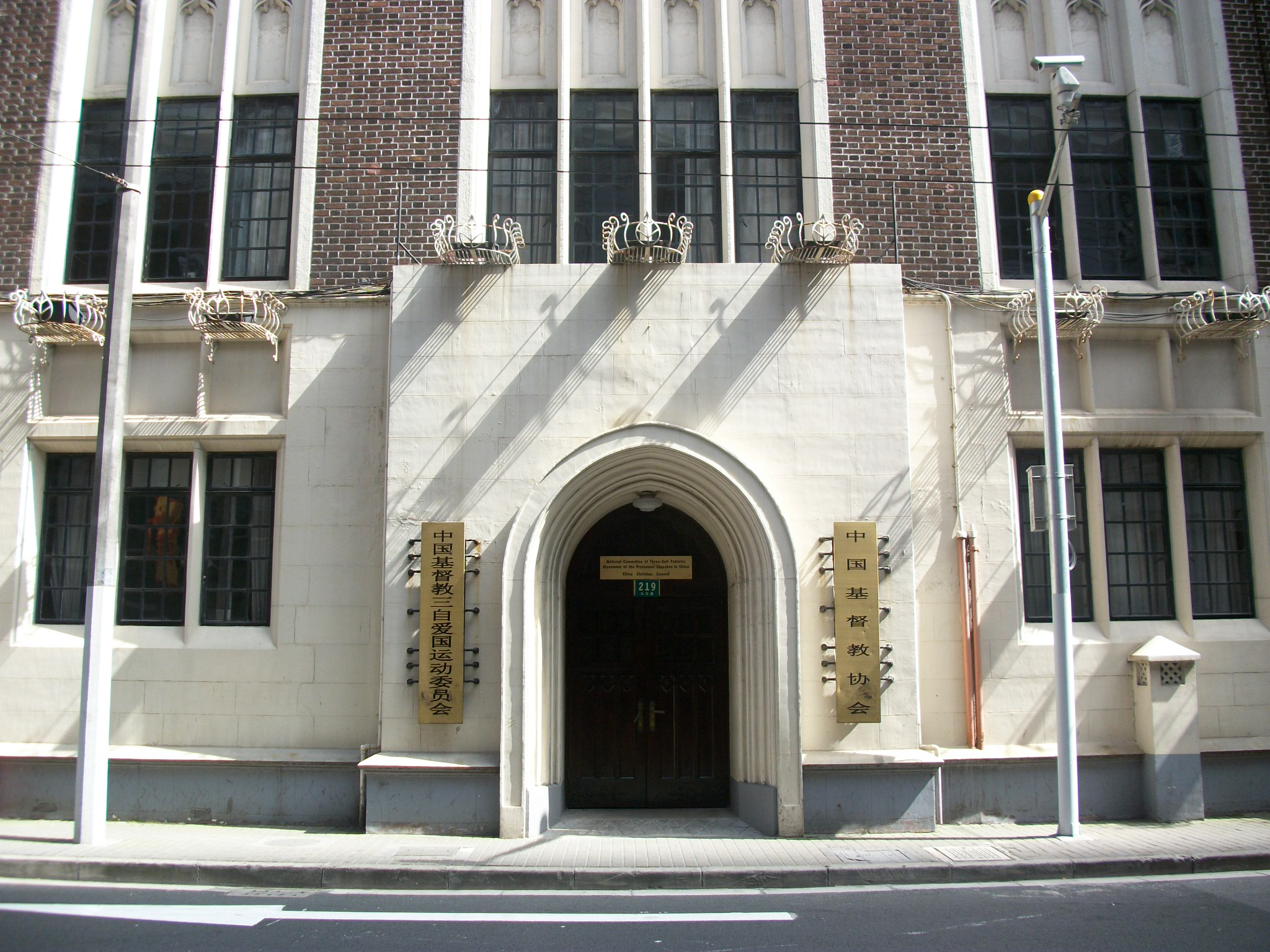
Gemeinsamer Sitz des Chinesischen Christenrates (CCC) und der Drei-Selbst-Bewegung (TSPM) in der Jiujiang Road in Shanghai

Ding Guangxun löste ihn nach seinem Tod in der Führung der Drei-Selbst-Bewegung ab.
Mit Personen wie Ma Xiangbo, Zhao Zichen, Wang Mingdao und Wu Jingxiong zählte Wu Yaozong zu den prominentesten christlichen Persönlichkeiten des 20. Jahrhunderts.

## Werke (Auswahl)
- Wu, Yaozong: “My Conception of the Universe and of Life since I Knew Jesus”, in: Monumenta Serica Monograph Series, Band 50.3
- Wu, Yaozong (2010): Wu Yaozong wenxuan [Ausgewählte Werke von Y. T. Wu] (chinesisch). Shanghai: TSPM und CCC.